# 蔡民德
蔡民德（？—），加拿大政治人物，1991年-2001年間以卑詩自由黨黨員身份擔任卑詩省議會列治文中選區議員，期間曾任官方反對黨運輸及公路、英屬哥倫比亞交通局和卑詩渡輪評議員。
他於1961年從卑詩大學取得教育學士學位，後任職教師達29年。1991年省選，他代表卑詩自由黨競逐省議會列治文中選區議席並告當選，再於1996年省選連任該區省議員。他未有於2001年省選中尋求連任。

## 外部連結
- （英文）卑詩省議會網站 蔡民德議員簡介 （页面存档备份，存于）